# Jesse Carmichael

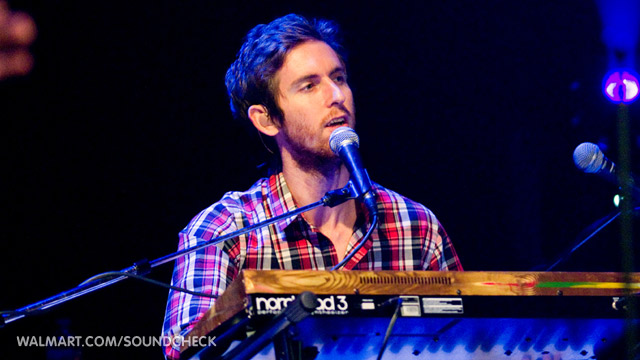
Jesse Carmichael (2010)

Jesse Royal Carmichael (* 2. April 1979 in Boulder, Colorado, USA) ist ein US-amerikanischer Gitarrist, Keyboarder und Backgroundsänger der US-amerikanischen Band Maroon 5.

## Biografie
Schon in seiner frühen Jugend, nachdem er mit seinen Eltern, sein Vater ist der Kameramann und Regisseur Bob Carmichael, nach Los Angeles gezogen ist, hat er an seiner Junior-High-School mit Adam Levine und dem Bassist Mickey Madden Musik gemacht. Sie spielten unter anderem beeinflusst von Nirvana und Pearl Jam. Nachdem zuletzt der Drummer Ryan Dusick hinzugekommen war, wurde die Band Kara’s Flowers gegründet. Carmichael und die drei weiteren Bandmitglieder sicherten sich einen Plattenvertrag bei Reprise Records und nahmen ihr erstes Album auf. Nach einem Jahr in New York kehrte er wieder nach L.A. zurück und traf dort James Valentine, welcher dann auch ein Bandmitglied wurde. Später wurde Kara’s Flowers dann zu Maroon 5, wo er dann mit Levine, Madden, Dusick und dem neu dazugekommenen Valentine 2002 das Album Songs About Jane aufnahm, welches 2004 Platinstatus erreichte. Des Weiteren arbeitete er später mit Maroon 5 an dem Album It Won’t Be Soon Before Long, welches 2007 erschien.